# Osmia alfkenii
Osmia alfkenii är en biart som beskrevs av Adolpho Ducke 1899. Osmia alfkenii ingår i släktet murarbin, och familjen buksamlarbin. Inga underarter finns listade i Catalogue of Life.